# Palm Pixi
O Palm Pixi é um smartphone multimédia concebido e comercializado pela Palm. Este smartphone é visto como o sucessor do smartphone Centro e é o segundo dispositivo a apresentar o sistema operativo webOS, depois do Pre. O dispositivo foi oficialmente apresentado em 8 de setembro de 2009 e lançado em 15 de novembro de 2009 nos Estados Unidos.